# Merle à collier blanc
Turdus albocinctus
Espèce
Statut de conservation UICN

 LC  : Préoccupation mineure
Le Merle à collier blanc (Turdus albocinctus) ou grive à col blanc, est une espèce de passereaux appartenant à la famille des Turdidae.

## Habitat et répartition
Son cadre naturel de vie est les forêts humides de montagnes et les broussailles de haute altitude tropicales ou subtropicales.
Cette espèce a été recensée dans les pays suivants : Bhoutan, Chine, Inde, Népal.